# Ralph P. Boas
Ralph P. Boas   (Walla Walla, 8 d'agost de 1912 - Seattle, 25 de juliol de 1992) va ser un matemàtic estatunidenc.

## Vida i Obra
El seu pare era professor d'anglès i el 1924 va ser nomenat professor del Mount Holyoke College, així que Boas va fer els estudis secundaris a Massachusetts, per entrar a la universitat Harvard l 1929. Es va graduar el 1934 i doctorar el 1937: a continuació va obtenir una beca de dos anys per seguir estudis post-doctorals a Princeton, amb Salomon Bochner, i a Cambridge, amb Godfrey Harold Hardy. En retornar, el 1939, va ser nomenat professor ajudant a la universitat Duke i, a partir de 1942, en plena Segona Guerra Mundial, va ser instructor militar a Chapel Hill (Carolina del Nord) i a Harvard. El 1949 va acceptar una plaça de professor titular a la universitat Northwestern que ja no va deixar fins a la seva retirada el 1980. La seva tasca principal a Northwestern va ser reconstruir l'equip de recerca que havia quedat minvat en els anys anteriors i seguir la construcció de la biblioteca de matemàtiques que avui porta el seu nom.
Boas va publicar quasi dos-cents articles científics sobre anàlisi real i anàlisi complexa. També va publicar diferents llibres de text sobre aquests temes.
Boas es qualificava a si mateix com quasi-matemàtic perquè, tot i haver seguit una carrera acadèmica de matemàtic, havia fet moltes altres coses: editor de revistes científiques, traductor del rus, cap de departament universitari i, sobre tot, versificador i humorista. Les seves iniciatives en aquests darrers camps van ser d'allò més esbojarrades, com ho mostren els exemples següents
- amb Frank Smithies, a qui havia conegut durant el seu any a Princeton, va publicar un article sobre la teoria matemàtica de la caça del lleó (1938). L'article, que van fer passar sota l'autoria d'un tal E. S. Pondiczery (personatge inexistent),[6] es va publicar sota el pseudònim de H. Pétard (igualment inexistent).[7]
- uns anys més tard, va anunciar l'enllaç matrimonial de H. Pétard amb Betti Bourbaki, filla del gran matemàtic Nicolas Bourbaki.[8] La participació de noces[9] estava plena de referències velades a conceptes matemàtics.
- el 1940, amb Norbert Wiener i Aurel Wintner, es va inventar una revista, Trivia Mathematica (amb el sots-títol Tot és trivial quan ja saps la demostració), per publicar articles amb títols rocambolescos.[10]
- els anys 1966 i 1970 van aparèixer a la mateixa revista nous articles de H. Pétard A Brief Dictionary of Phrases Used in Mathematical Writing[11] i 5659.
- també amb Smithies, es va dedicar a col·leccionar noms inversemblants de llocs o coses, com Taumatawhakatangihangakoauauotamateaturipukakapikimaungahoronukupokaiwhenuakitanatahu, Llanfairpwllgwyngyllgogerychwyrndrobwllllantysiliogogogoch o Chargogogogmanchargogogchaubunnagungamaug.[12]
- va escriure una gran quantitat de poemes i rodolins sobre els seus col·legues o sobre algun tema matemàtic.[13]